# Ivan Sant'anna
Ivan Sant'Anna (Rio de Janeiro, maio/1940, é um escritor brasileiro.
Diplomado em mercado de capitais pela Universidade de Nova Iorque, trabalhou durante 37 anos nos mercados financeiros brasileiro e americano, como corretor das bolsas do Rio, Nova Iorque e Chicago. Foi dono de corretora e sócio de um banco. Experimentou na pele as sensações de ser um dos mercadores da noite. Piloto amador, sempre foi fascinado por aviões e decidiu dedicar três anos de sua vida para pesquisar tudo o que aconteceu nos voos sequestrados por terroristas, quando ocorreram os ataques de 11 de setembro de 2001, o que deu origem ao livro Plano de Ataque. Também é autor de livros como Rapina, Caixa-Preta (sobre grandes acidentes aéreos ocorridos no Brasil) e 1929 sobre o grande crash da Bolsa de Valores de Nova York. Trabalhou como roteirista da TV Globo, escrevendo episódios dos programas "Carga Pesada" e "Linha Direta". Atualmente escreve crônicas, faz palestras em vídeos e presenciais e administra cursos para a Inv Publicações.

## Obras
- "Rapina" (Record, 1996; Inversa, 2020)
- "Os mercadores da noite" (BM&F, 1996; Rocco, 1997; Sextante, 2008, Arqueiro, 2015, Inversa 2017)
- "Armadilha para Mkamba" (Rocco, 1998)
- The Sunday Night Traders (BMF, 1999)
- "Que nem sabão em pó" (Rocco, 1999)
- "Caixa-preta" (Objetiva, 2000; Ponto de Leitura, 2011)
- "Carga perigosa" (Objetiva, 2002)
- "Bicho solto" (em parceria com Fred Pinheiro) (Objetiva, 2005)
- "Plano de ataque" (Objetiva, 2006)
- "Em nome de sua majestade" (Objetiva, 2007)
- "Projeto maratona" (Editora Cultura, 2009)
- "Perda total" (Objetiva, 2011) (aviação)
- "Herança de sangue" (Companhia das Letras, 2012)
- "1929" (Objetiva, 2014; Inversa, 2018)
- "O Terceiro Templo" (Objetiva, 2015)
- "Bateau Mouche - uma tragédia brasileira" (Objetiva, 2015)
- "Voo cego" (em parceria com o comandante Luciano Mangoni (Objetiva, 2017)
- "10 crônicas de um trader" (e-book, Inversa 2017)
- "Ivan:30 lições de mercado" (Inversa, 2019)
- "Coração de trader" (Inversa, 2022)

### Televisão
- Carga Pesada (TV Globo)
- Linha Direta (TV Globo)
- O Investidor do século (TV Inversa)
- Seu mentor de investimentos (TV Inversa)